# Félix Porteiro
Félix Porteiro, född 26 augusti 1983 i Castellón de la Plana, är en spansk racerförare. Under 2006 tävlade han i GP2 Series med Campos Racing. Han debuterade i WTCC under 2007. Han vann sitt första race på Masaryk Circuit 2007.

## Vunna WTCC-lopp
1. FIA WTCC Race of the Czech Republic på Masaryk Circuit 2007
2. FIA WTCC Race of Germany på Motorsport Arena Oschersleben 2008